# Швея (Аскинский район)
Швея — упразднённая в 1986 году деревня Уршадинского сельсовета Аскинского района Башкирской АССР Российской Федерации.

## География
Находилась в верховьях р. Швеинка, возле д. Шулаковка, в 1 км от Пермского края.

## История
В 1926 году входила в Ново-Кочкильдинский сельсовет, Балакчинская волость, Бирский кантон
Упразднена Указом Президиума ВС Башкирской АССР от 12.12.1986 N 6-2/396 «Об исключении из учетных данных некоторых населенных пунктов»)

## Население
Данные 1926 года:
Преобладающая национальность — русские.
Число вёрст до ВИКа — 9
Число дворов — 43 (по переписи 1920). Число хозяйств в 1925 году — 42
Число душ: 246 (по переписи 1920), из них: 111 — мужчины, 135 — женщины. «Поселенные списки домохозяев» всесоюзной переписи населения 1926 года по Балакчинской волости Бирского уезда Уфимской губернии приводят большие данные:.

## Инфраструктура
Основа экономики — сельское хозяйство .